# 百戦百勝
『百戦百勝』（ひゃくせんひゃくしょう：副題　働き一両 考え五両）は、城山三郎による長編小説。1973年秋から1974年夏にかけて、新潟日報・徳島新聞・北日本新聞をはじめとする地方紙数紙に連載されていた。実在の相場師・山崎種二をモデルにしている。

## 概要
春山豆二を主人公とする長編の経済小説である。

## 主な登場人物
春山 豆二
主人公。春山証券社長。
麻布三河台の邸宅に住む。愛車は大型のリンカーン。
相撲取りのような大男。下り目と下り眉、大きな福耳の持ち主。丸刈りに近い銀髪頭は八分どおり禿げている。大食漢で、米の飯が大好き。昼食は決まってチャーハンを2人分食べる。
長男は夭折しているが、次男の豆次郎は春山証券の専務。三男の豆造は倉庫会社の社長。四男の豆四郎は海運会社の社長をそれぞれつとめている。
兜町での愛称は「春豆」。社内では、毎日決まった日課をこなしているので、「モノレール」というあだ名がつけられている。
正月から投資信託を売り歩くなど、商売熱心。会話において、「電話3分、お客5分」の例外を認めない。
戦前の米相場では、「売り方の英雄」として通っていた。用意は周到で粘り強い戦い方をする。
春山 冬子（旧姓 萩野）
豆二の妻。
いつも着物を着ている。
観察力と注意力に優れる。読書好き。梅を愛する。馬が嫌い。
女学生時代は川上貞奴を思わせる美貌だった。
友人の紹介で主人公と知り合う。
お嬢様育ちのせいかのんびりとした性格だが、芯が強い上に勘が鋭いため、主人公は頭が上がらない。
春山 修造
豆二の父。
越後と上州の国境に近い山村で、農家を営む。息子2人、娘3人の子だくさん。
大きな蔵を三つも持つ代々の豪農だったが生糸相場で失敗し、わずかな桑畑と大豆・小豆の畑、それに猫の額ほどの水田を所有するだけとなった。
人がよく、気のいい男だが、ちゃらんぽらんなところがある。
「まめに生き、まめに働く」という意味を込めて、主人公に豆二と名づける。また主人公に父・栄造から教わった、「働き一両、考え五両」の意味を伝えた。
お安
東京都日本橋のオフィス街にあるビルのオーナー兼管理人兼掃除婦。
灰色のざんばら髪で、こけた頬に歯のかけた口をもつ老婆。くたびれた羊羹色の着物。磨り減った下駄を履く。大阪弁を話す。
テレビの公開番組を見に行くのがただひとつの楽しみ。
自分が所有するビルのエレベーターで遊んだり、他人の寿命や運命を勝手にトランプで占うなど、子供っぽい一面があるが、金銭に関しては独特の信念を持っている。
投資信託を売りに来た豆二に、「何かで震えあがったあと、最後には吉となる」と予言した。
増富 三六
相場師。修造の知人。日焼けをしているが皺が多く、不作の年の小豆のような顔をしている。小柄で、体重も主人公の半分ぐらいしかない。
米相場で勝利を収め、主人公を羨ましがらせるほどの大散財をした。
主人公の大きな耳をほめ、よく使えと助言した。
東京深川の米問屋「屋島商店」に、主人公を紹介した。
のちに石井定七軍団の一員として活躍する。相場での戦術は、主人公と正反対の買い専門。
鈴木 弁蔵
実業家。横浜で米と肥料を手広く商っている。世間では「鈴弁」で通っている。
白髪のやせた老人。がっしりした顎を持つ。吉良上野介のようだ、と主人公に思われている。
深川の米問屋の小僧上がり。
増富三六の家で、株の相談に来ていたときに主人公と知り合う。
石井 定七
相場師。大阪の横堀に住み、「横堀将軍」のあだ名を持つ。
40歳半ば。がっしりとした濃く太い眉、柔道選手のようにつぶれた耳、への字に結んだ大きな口で、大入道を思わせる風貌。
大正10年の米相場で、圧倒的な資金力を背景に買い手に回った。
伊東 ハンニ（本名 松尾正直）
相場師。「黒頭巾」、「昭和の天一坊」の異名を持つ。
年齢、出生ともに不詳。名古屋で新聞記者をしている中、相場の世界に入った。
第一次世界大戦直後の企業勃興期に幽霊会社を設立し、出資者を公募。払込金を集めたところで全額懐に入れ、消息を絶つ。
巧妙な手口で相場を支配しようと画策する。

## 関連書籍
- 山崎種二『そろばん』
  - 本作品のモデルとなった人物の自伝。
- 邦光史郎『野村證券王国』
  - 同じく相場の世界で活躍する野村徳七の姿を描いている。